# Associazione Calcio Perugia 2000-2001
Questa voce raccoglie le informazioni riguardanti l'Associazione Calcio Perugia nelle competizioni ufficiali della stagione 2000-2001.

## Stagione
Nella stagione 2000-2001 il Perugia disputa per il terzo anno consecutivo il campionato di Serie A, raccoglie 42 punti chiudendo all'11º posto e si mette in mostra come la squadra rivelazione del massimo campionato. In questa prima stagione del nuovo secolo, la squadra umbra è allenata da Serse Cosmi, un tecnico debuttante sul palcoscenico della Serie A, al timone di una formazione che molti alla vigilia davano per sicura candidata alla retrocessione, per la presenza in rosa di molti calciatori provenienti dalle serie inferiori. Sul campo invece, la squadra perugina, 7° al termine del girone di andata con 25 punti, riuscì a restare lontana dai bassifondi della classifica, raggiungendo la salvezza con largo anticipo e mettendo in mostra un calcio divertente ed efficace.
Tra i risultati da ricordare negli annali il successo per 3-4 a Firenze, le due vittorie per 2-1 contro il Milan, i due pareggi contro la Roma futura campione d'Italia e la gara di Bari quando il Perugia, in svantaggio di tre reti, riuscí a ribaltare il risultato nell'ultima mezz'ora vincendo 4-3.
Il miglior realizzatore perugino fu il difensore Marco Materazzi autore di 12 reti, 7 delle quali su calcio di rigore. Nella Coppa Italia i biancorossi uscirono di scena al primo turno per mano della Salernitana.

## Divise e sponsor
Lo sponsor tecnico del Perugia per la stagione 2000-2001 fu Galex mentre lo sponsor ufficiale fu Daewoo.
| Casa |

## Organigramma societario
Area direttiva
- Presidente: Luciano Gaucci
- Vice Presidente esecutivo: Riccardo Gaucci
- Amministratore delegato: Alessandro Gaucci
- Direttore Generale: Stefano Caira

Area organizzativa
- Segretario generale: Ilvano Ercoli
- Team manager: Alberto Di Chiara

Area comunicazione
- Addetto stampa: Paolo Meattelli

Area tecnica
- Direttori sportivi: Fabrizio Salvatori ed Ermanno Pieroni
- Allenatore: Serse Cosmi
- Allenatore in seconda: Mario Palazzi

Area sanitaria
- Medico sociale: Giuliano Cerulli

## Rosa

Il neoacquisto Zīsīs Vryzas, futuro punto fermo del Perugia nella prima metà degli anni 2000, qui in azione con la seconda divisa bianca.

| N. |                          | Ruolo | Calciatore        |
| -- | ------------------------ | ----- | ----------------- |
| 1  | Italia (bandiera)        | P     | Michele Tardioli  |
| 2  | Portogallo (bandiera)    | D     | Hilário           |
| 3  | Italia (bandiera)        | D     | Mauro Milanese    |
| 4  | Italia (bandiera)        | D     | Giovanni Tedesco  |
| 5  | Italia (bandiera)        | D     | Claudio Rivalta   |
| 6  | Italia (bandiera)        | D     | Sean Sogliano     |
| 7  | Italia (bandiera)        | C     | Manuele Blasi     |
| 8  | Corea del Sud (bandiera) | A     | Ahn Jung-hwan     |
| 9  | Cina (bandiera)          | C     | Ma Mingyu         |
| 10 | Cile (bandiera)          | A     | Héctor Tapia      |
| 11 | Argentina (bandiera)     | C     | Pablo Guiñazú     |
| 12 | Italia (bandiera)        | P     | Giovanni Proietti |
| 13 | Brasile (bandiera)       | D     | Zé Maria          |
| 14 | Italia (bandiera)        | C     | Emiliano Testini  |
| 14 | Italia (bandiera)        | C     | Fabio Gatti       |
| 15 | Grecia (bandiera)        | A     | Zīsīs Vryzas      |
| 16 | Italia (bandiera)        | D     | Salvatore Monaco  |

| N. |                      | Ruolo | Calciatore                 |
| -- | -------------------- | ----- | -------------------------- |
| 17 | Italia (bandiera)    | C     | Davide Baiocco             |
| 18 | Italia (bandiera)    | A     | Anselmo Robbiati           |
| 19 | Italia (bandiera)    | A     | Tomaso Tatti               |
| 20 | Italia (bandiera)    | C     | Fabio Liverani             |
| 22 | Italia (bandiera)    | D     | Marco Di Loreto            |
| 23 | Italia (bandiera)    | D     | Marco Materazzi (capitano) |
| 25 | Italia (bandiera)    | C     | Gianluca Petrachi          |
| 26 | Italia (bandiera)    | D     | Mirko Pieri                |
| 27 | Argentina (bandiera) | C     | Claudio Paris              |
| 29 | Italia (bandiera)    | A     | Cristian Bucchi            |
| 30 | Italia (bandiera)    | C     | Roberto Goretti            |
| 33 | Italia (bandiera)    | A     | Emiliano Tarana            |
| 35 | Italia (bandiera)    | P     | Andrea Mazzantini          |
| 76 | Italia (bandiera)    | D     | Stefano Lombardi           |
| 99 | Italia (bandiera)    | A     | Luca Saudati               |
| -  | Spagna (bandiera)    | A     | Dani                       |

## Risultati

### Serie A

#### Girone di andata
| Arbitro: | Castellani (Verona) |

|                      |           |              |
| Materazzi 73’ (rig.) | Marcatori | 24’ Vugrinec |

| Arbitro: | Collina (Viareggio) |

|                                                 |           |  |
| Crespo 44’ Mihajlović 68’ (rig.) S. Inzaghi 78’ | Marcatori |  |

| Arbitro: | Bonfrisco (Monza) |

|                                          |           |            |
| Bucchi 4’ Materazzi 11’ Gio. Tedesco 20’ | Marcatori | 79’ Micoud |

| Arbitro: | Collina (Viareggio) |

|            |           |  |
| Kallon 92’ | Marcatori |  |

| Arbitro: | Bertini (Arezzo) |

|                                |           |                                         |
| Di Livio 22’ Amaral 45+2’, 75’ | Marcatori | 40’, 50’, 64’ Vryzas 41’ (rig.) Saudati |

| Arbitro: | Messina (Bergamo) |

|                      |           |             |
| Materazzi 67’ (rig.) | Marcatori | 18’ Amoruso |

| Arbitro: | Rosetti (Torino) |

|                        |           |               |
| Recoba 9’ C. Vieri 77’ | Marcatori | 30’ Materazzi |

| Arbitro: | Bolognino (Milano) |

|             |           |                                |
| Saudati 54’ | Marcatori | 2’ Bia 39’ Locatelli 46’ Nervo |

| Perugia 3 dicembre 2000, ore 15:00 CET 9ª giornata | Perugia             | 0 – 0 referto | Roma | Stadio Renato Curi\| Arbitro: \| Borriello (Mantova) \| |
| Arbitro:                                           | Borriello (Mantova) |               |      |                                                         |

| Bergamo 10 dicembre 2000, ore 15:00 CET 10ª giornata | Atalanta          | 0 – 0 referto | Perugia | Stadio Atleti Azzurri d'Italia\| Arbitro: \| Cassarà (Palermo) \| |
| Arbitro:                                             | Cassarà (Palermo) |               |         |                                                                   |

| Arbitro: | Rodomonti (Roma) |

|                                               |           |                |
| Gio. Tedesco 45+1’, 68’ Saudati 69’ Tatti 88’ | Marcatori | 79’ Mazzarelli |

| Arbitro: | Preschern (Mestre) |

|                |           |                        |
| Shevchenko 25’ | Marcatori | 21’ Saudati 58’ Vryzas |

| Arbitro: | Saccani (Mantova) |

|                                                     |           |                       |
| Saudati 10’ Materazzi 36’ (rig.) Gio. Tedesco 90+2’ | Marcatori | 34’ (aut.) Mazzantini |

| Arbitro: | Borriello (Mantova) |

|            |           |  |
| Yllana 20’ | Marcatori |  |

| Arbitro: | Collina (Viareggio) |

|  |           |                |
|  | Marcatori | 59’ F. Inzaghi |

| Arbitro: | Braschi (Prato) |

|  |           |                                   |
|  | Marcatori | 19’ (rig.) Materazzi 38’ Liverani |

| Arbitro: | Saccani (Mantova) |

|               |           |  |
| Materazzi 64’ | Marcatori |  |

#### Girone di ritorno
| Arbitro: | Bertini (Arezzo) |

|                           |           |                        |
| Tonetto 34’ Giorgetti 60’ | Marcatori | 36’ Vryzas 78’ Saudati |

| Arbitro: | Braschi (Prato) |

|  |           |             |
|  | Marcatori | 88’ Simeone |

| Arbitro: | Rosetti (Torino) |

|                                                                  |           |  |
| Torrisi 12’ Milosevic 33’, 87’ Di Vaio 61’ M. Amoroso 82’ (rig.) | Marcatori |  |

| Arbitro: | Treossi (Forlì) |

|               |           |  |
| Materazzi 42’ | Marcatori |  |

| Arbitro: | De Santis (Tivoli) |

|                              |           |                         |
| Di Loreto 23’ Liverani 45+3’ | Marcatori | 57’ Chiesa 66’ Lassissi |

| Napoli 18 marzo 2001 23ª giornata | Napoli           | 0 – 0 | Perugia | Stadio San Paolo\| Arbitro: \| Bertini (Arezzo) \| |
| Arbitro:                          | Bertini (Arezzo) |       |         |                                                    |

| Arbitro: | Cesari (Genova) |

|                            |           |                   |
| Materazzi 44’ Vryzas 90+3’ | Marcatori | 22’, 66’ C. Vieri |

| Arbitro: | Castellani (Bologna) |

|                                       |           |                      |
| Locatelli 8’ Cipriani 45+1’ Olive 78’ | Marcatori | 7’, 19’ Gio. Tedesco |

| Arbitro: | Bolognino (Milano) |

|                                   |           |                         |
| Totti 53’ Gio. Tedesco 90’ (aut.) | Marcatori | 44’ Baiocco 78’ Saudati |

| Arbitro: | Rosetti (Torino) |

|                            |           |                             |
| Gio. Tedesco 34’ Ahn 90+4’ | Marcatori | 25’ Ventola 70’ (rig.) Doni |

| Arbitro: | Nucini (Bergamo) |

|                                               |           |                                                |
| Poggi 11’ (rig.) Mazzarelli 41’ Marcolini 49’ | Marcatori | 67’ Ahn 72’, 76’ Robbiati 81’ (rig.) Materazzi |

| Arbitro: | Trentalange (Torino) |

|                |           |                       |
| Vryzas 5’, 50’ | Marcatori | 31’ (rig.) Shevchenko |

| Arbitro: | Paparesta (Bari) |

|                                |           |                                     |
| Sosa 54’ Muzzi 57’ Fiore 90+5’ | Marcatori | 19’ (rig.) Materazzi 25’, 45+2’ Ahn |

| Arbitro: | Rosetti (Torino) |

|                         |           |                   |
| Vryzas 59’ Robbiati 87’ | Marcatori | 45+2’, 58’ Hubner |

| Arbitro: | Bolognino (Milano) |

|               |           |  |
| Trezeguet 55’ | Marcatori |  |

| Arbitro: | Braschi (Prato) |

|                      |           |               |
| Materazzi 62’ (rig.) | Marcatori | 31’ Zanchetta |

| Arbitro: | De Santis (Tivoli) |

|                        |           |                  |
| Seric 23’ Salvetti 71’ | Marcatori | 51’ Gio. Tedesco |

### Coppa Italia
| Arbitro: | Rodomonti (Teramo) |

|              |           |  |
| Chianese 33’ | Marcatori |  |

| Arbitro: | Trentalange (Torino) |

|                       |           |             |
| Monaco 10’ Bucchi 65’ | Marcatori | 6’ Chianese |